# Стадион Сиксвејс
Стадион Сиксвејс, који се налази у Вустеру, граду у Уједињеном Краљеврству, је рагби стадион и дом је премијерлигаша Вустера. Овај стадион има капацитет од 12.024 седећих места.